# Kutassy Ágoston
Kutassy Ágoston Dr. (Budapest, 1879. augusztus 17. – Berlin, 1932. augusztus 20.) magyar köztisztviselő, repülőgép-pilóta, a motoros repülés első aktivistája.

## Életpályája

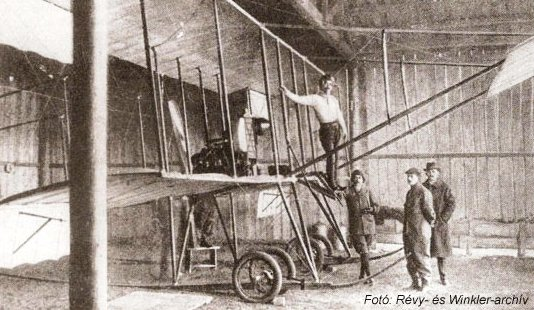
Kutassy Ágoston Farman III. gépe

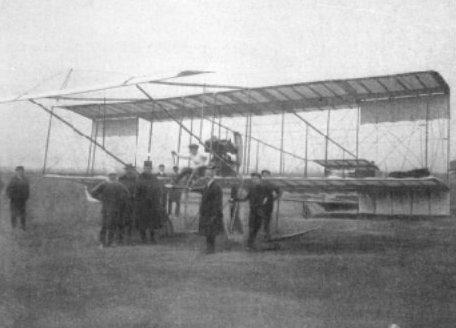
Kutassy Ágoston repülőgépe a Rákos mezei gyakorlótéren

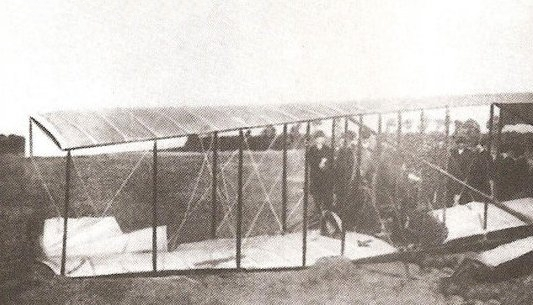
Kutassy Ágoston Farman III. gépe összetörve

Az első magyar, aki repülőgéppel felszállt a levegőbe, és felavatta az első repülőteret. Aviatikus, a Rákosmező fa hangárépületeinek első lakója és felavatója. 1909-ben Franciaországba ment, hogy a repülést közelebbről megismerje és pilótatanfolyamot végezzen. Mindenét pénzzé téve megvásárolta a Farman III típusú, 40 lóerős Vivinus motorral felszerelt biplánt (kétfedelű gép), azért hogy a repülést Magyarországon bemutathassa. A hazaszállítással 1909. október 26-án Budapestre érkezett az első motoros repülőgép. Kísérleti repüléseket végzett a Rákosmezőn. A repülőgép gyenge motorja, nagy saját tömege és a homokos talaj miatt kísérletező munkáit kezdetben nem sok siker kísérte. Louis Blériot magyarországi bemutató repülését követően tovább folytatta repüléseit, és a kezdeti kudarcok után szép eredményeket ért el felújított (új motort szereltek a gépbe) gépével. Nevéhez fűződik az első hiteles repülés, amit magyar pilóta hajtott végre 1910. december 22-én pedig 10 méter magasságon 5 kilométeres körrepüléssel sikeres pilótavizsgát tett. A Magyar Aero Szövetség nyilvántartásában az NL. 1. számú pilótaigazolvány tulajdonosa. Blériot bemutatója után több mérnök csatlakozott Kutassyhoz, létrejött az első magyar repülési vállalat, a repülőgépek építésével, szervizelésével foglalkozó Aero Rt., melynek szintén Rákosmezőn volt a bázisa. Néhány hét múlva pedig elkészült az első repülőgéphangár, amelynek Kutassy biplánja volt az első lakója. Választmányi tagja volt a Magyar Géprepülők Szövetségének.
1910-ben Budapest kérte a VII. nagy nemzetközi repülőverseny megrendezésének jogát, és minden különösebb lobbizás nélkül meg is kapta. Európában ekkor 4000 magánrepülőgépet tartottak nyilván, Magyarországon csupán 18-at. A magas helyezési díjak kilenc országból harminc pilótát vonzottak Kőbányára. Velük együtt állt starthoz a tizenkét magyar versenyző, közöttük olyan történelmi nevek, mint dr. Kutassy Ágoston, Zsélyi Aladár, Horváth Ernő, Dobos István, Svachulay Sándor.
Kutassy a repülést 1911-ben abbahagyta. Később változatos pályát futott be. Külföldön élt, pirotechnikai tanulmányokat folytatott, rakétát szerkesztett. Az első világháború után a film és audiovizuális kísérletek érdekelték. Az 1920-as években részt vett Mihály Dénes televíziós kísérleteiben.
Sírja a Kerepesi úti temetőben található.